# Tomasz Starzewski
Tomasz Starzewski (Londres, 13 de agosto de 1961) é um estilista britânico de origem polonesa. Nascido em Londres, ele começou sua carreira em 1981. Já costurou para Margaret Thatcher e Princesa Diana.